# Madison (Minnesota)
Madison település az Amerikai Egyesült Államok Minnesota államában, Lac qui Parle megyében, melynek megyeszékhelye is. Lakosainak száma 1518 fő (2020. április 1.).

## Népesség
A település népességének változása:

| 2010 | 1 551 |
| 2020 | 1 518 |